# Киевка (Херсонская область)
Киевка (укр. Київка) — село в Долматовской сельской общине Скадовского района Херсонской области Украины.
Почтовый индекс — 75663. Телефонный код — 5539. Код КОАТУУ — 6522382503.

## Население
Население по переписи 2001 года составляло 325 человек.

### Языковой состав
Родной язык населения по данным переписи 2001 года:
| Язык       | Численность, чел. | Доля     |
| ---------- | ----------------- | -------- |
| Украинский | 295               | 90,77 %  |
| Русский    | 21                | 6,46 %   |
| Другое     | 9                 | 2,77 %   |
| Итого      | 325               | 100,00 % |

## Местный совет
75663, Херсонская обл., Голопристанский р-н, с. Доброполье, ул. Пионерская, 32